# 実証精神論

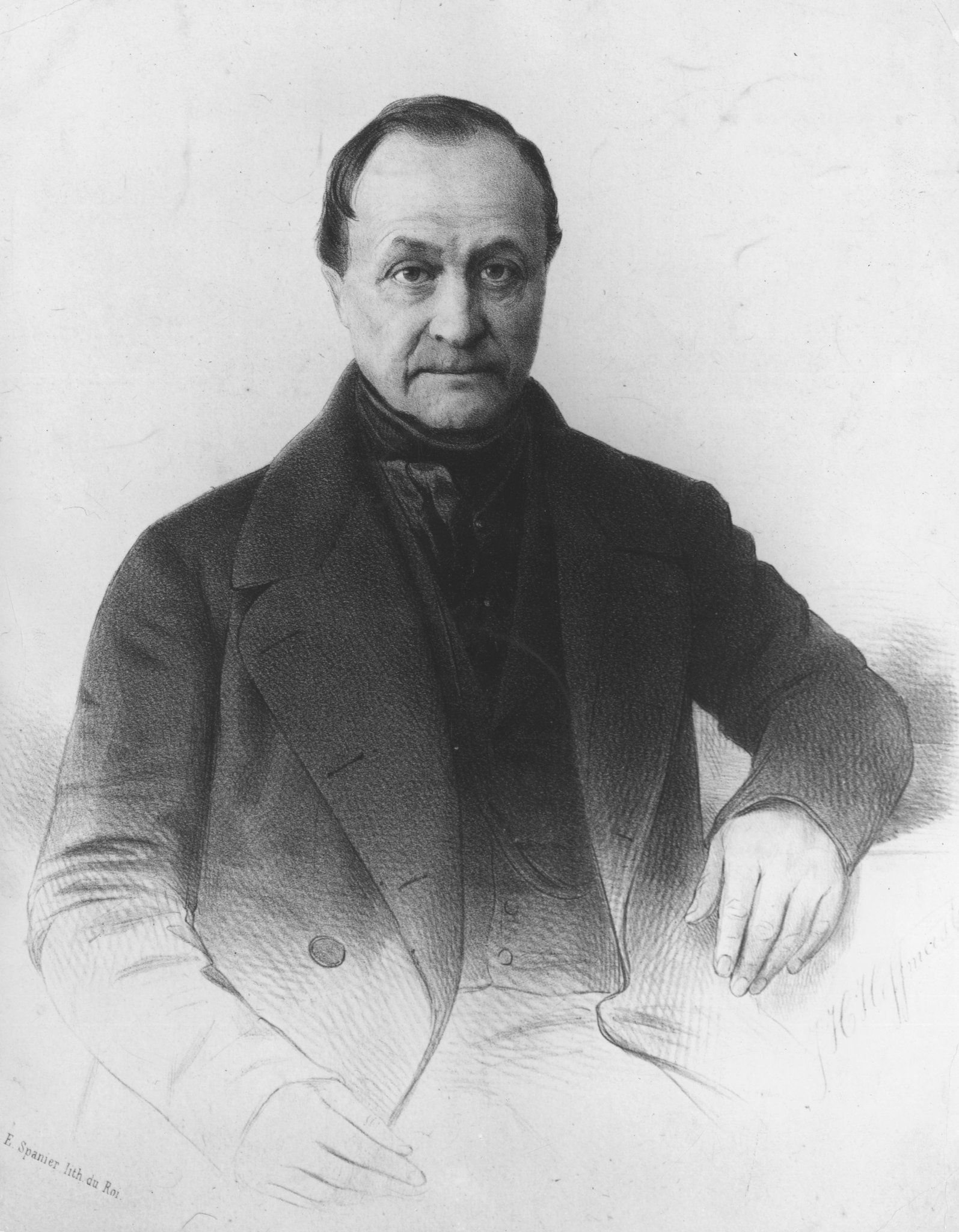
オーギュスト・コントの肖像。

『実証精神論』（フランス語: Discours sur l'esprit positif, 1844年）とは、『実証哲学講義』のコンパクトな解説書として、「社会学の父」オーギュスト・コント（1798年1月19日 - 1857年9月5日）によって刊行された著作である。本書は歴史哲学（科学史)・科学哲学（科学方法論）・総合社会学（社会構造論と社会変動論）の理論構想を対象にして、コントが打ち立てた実証主義の概要を広めるため書かれた。なお、本項は澤田善太郎氏（広島国際学院大学教授）の解説ページ「オーギュスト・コントと社会学の誕生」に基づくものである。

## 構成
『実証精神論』からコントの世界観を紹介したい。まず、『実証精神論』構成を簡単に紹介する。その構成は以下の通りである。（章節のタイトル名が長いため、主要部分を記述するも大半は省略しておく。）
『実証精神論』は、コントが提唱した実証主義（フランス語: le positivisme）の哲学について、実証主義の認識論を述べた第1部（1～8章）、社会を組織するうえでの意義を論じた第2部（9～15章）、実証主義を社会に定着させていくための方策を論じた第 3 部（16～24章）で構成されている。
- 第一部　実証的精神は、神学的・形而上学的精神より、知的調和を作り出すのに適している
  - 1 「神学的」段階
  - 2 「形而上学的」段階
  - 3 「実証的」段階
  - 4 「実証的」段階(続)
  - 5 「科学」と「技術」の関係の研究
  - 6  科学の進歩
  - 7  実証的精神の特徴
  - 8  実証的精神と「普遍的良識」との関係

- 第二部　実証的精神は、神学的・形而上学的よりも社会を組織し、道徳を体系化するのに適している。
  - 9  現代の政治的諸派
  - 10 秩序と進歩
  - 11 実証主義の道徳的価値
  - 12 実証主義の成功・神学の失敗
  - 13 新しい「精神権」の必要性
  - 14 神学的・形而上学的道徳の「利己主義」的性格
  - 15 実証主義の「愛他主義」

- 第三部　実証的体制の成立条件

- - 16 現代の諸傾向
  - 17 教育の必要性
  - 18 普遍的教育の対象「プロレタリアート」
  - 19 実証主義の「人民政治」観
  - 20 政府の役割
  - 21 実証的研究の「順序」
  - 22 諸科学の序列
  - 23 三段階の法則と各要素科学の独立
  - 24 結論－民衆教育における天文学の意義

## 実証主義

### 三段階の法則
コントによると、人間の思考は学問研究でも、日常生活の思考でも、神学的/形而上学的/実証的という三段階を経て発展する。コントはこれを「三段階の法則」（フランス語: la loi des trois états, law of the three stages）という。
　

#### 神学的段階
科学的な思考がまったく未発達であった時代には、人間はいっさいの現象の原因を神話によって説明した（たとえば、古代のギリシャ人は雷を天空を支配するゼウス神が投げつける武器であると説明した）。こうした見方は、拝物教（フランス語: fétichism）・多神教・一神教へと進化するが、科学が発達した今日でさえ説明のつかないことがらを、神や神々の仕業としてすべて説明するのが神学的段階の特徴である（第1章）。

#### 形而上学的段階
神話による説明に代えて、合理的な人間の理性によって諸現象を説明しようとする。しかし、その説明は事物の観察にもとづくものではなく、頭のなかだけで考えた抽象的な概念による説明にとどまっている。コントはこの段階を形而上学的段階という。コントが形而上学的段階の説明として、主に念頭においているのは、これまでの授業で説明したような啓蒙主義の思想である（第2章）。
形而上学とは、経験的には知ることができない究極の原理について考える哲学のことである。コントはこの言葉を頭のなかで捏ねあげた根拠のない推論という否定的な意味でもちいている。コントによると、人間がなぜ社会をつくるのかということの説明に、人間が社会をつくる以前の自然状態を想定して議論する啓蒙時代の社会契約説は、神学的説明よりも合理的にみえるが、事実関係から遊離している点では神学的説明とそれほど変わるものではない。

#### 実証的段階
人間の思考が成熟すると、究明が不可能な諸現象の根本的原因を想像によって説明することが無意味であることに気づき、観察できる事実に認識の焦点をあわせるようになる。これが実証主義の基本的な認識方法である（観察に対する想像の従属）。
同時に、実証主義は人間の観察能力には限界があることを認める。それゆえ、それは神学的・形而上学的な認識とちがって、自己を絶対視することはない（相対性）。とはいえ、実証主義はたんに雑多な事実を観察して記述することが目的ではない。さまざまな現象間にみられる「法則」（経験的規則性）を見いだし、この「法則」にもとづいて、さまざまな予見をすることが目的なのである。「予見するために見る（フランス語: voir pour prévoir）」がコントのモットーである（3章）。
経験科学のなかで最初に実証的な段階に到達した天文学を例にしよう。天文学では、ケプラーによって、太陽のまわりを回転する地球が正確な楕円軌道を描くことが発見された。さらに、ニュートン力学は、地球が楕円軌道をとることも、新月や満月のときに大潮が起こることも、同じ法則によって説明した。コントによれば、これは実証主義的な説明である。それは神学的説明のように、なぜ万物は引力をもつのかというような説明不可能なことをあえて追求せず、諸現象の関連をひとつの法則で記述しているだけだからである。しかも、この法則は未知の惑星の軌道を予見するような精密な推論も可能にする。

### 法則の二類型
実証主義は世界を理解したいという欲求に、事実から「法則」を見いだすことによってこたえる。法則には二種類がある（4章）。
- ①　調和の法則　これは同時に存在することがらを「類似性」によってむすびつける法則である（社会と自然の「秩序」の側面をとらえる）。
- ②　継起の法則　これは時間的に継起しておこる現象を「因果関係」によってむすびつける法則である（社会と自然の「進歩」の側面をとらえる）。

### 実証主義と科学技術
科学と両立しない神学とちがって，実証主義は科学技術とむすびついた認識方法である（5～6章）。
　

### 実証的精神の六つの特徴
以上のような実証主義の考え方は次のように特徴づけることができる。
- ①　現実的（réel） 空想的（chimérique）ではなく，観察された事実を重視する。
- ②　有用な（utile） 個人および集団の生活条件を改善する技術として役にたつ
- ③　確実な（certain） 漠然とした想像やそれにもとづく際限の議論ではない。
- ④　正確な（précis） 曖昧ではなく，正確である。
- ⑤　建設的な（positif） （形而上学のように）たんに現状を批判するだけでなく，社会の建設に寄与する。
- ⑥　相対的な（relatif）　認識の限界を自覚し，自己の認識を絶対視しない（7章）。

## 実証主義と社会

### 社会認識における意義
フランス革命から1830年の7月革命にいたるフランスの政治は、王権と貴族政治を支持する（王権神授説のような）神学的思考が退歩的な思想であること、フランス革命を指導した形而上学的思考が社会の建設には無力な破壊的思想であることをあきらかにした（9章）。いまこそ社会の秩序と進歩の両面を事実にもとづいてとらえる実証主義の出番である（10章）。

### 実証主義と道徳
これまで道徳を説くさいに用いられてきた古い神学的な観念は、いまでは不信の目でみられている。神学的思考や形而上学的思考が説く道徳観は「利己主義」的な人間観を前提にしている面がある。たとえば、神学的思考では、人間は放っておけば利己的であると考えたうえで、それを克服するために厳格な信仰と道徳訓練を勧めるというスタイルがふつうである。これに対して、実証主義は人間社会を観察することによって、社会でひとびとはたがいに分業を通じて相互依存しているので、公共の福祉の追求が結局は個人の幸福につながることを合理的にあきらかにする。だから、今日の社会の道徳的再建のためにも、実証主義こそが適切である（11～15章）。コントのこの発想が晩年期の「人類教」の提唱につながっていく。
　

## 実証精神を浸透させる方策

### 教育運動の展開
社会に実証精神を普及させていくうえで、本来その誕生場所であった学者たちは，障害になるかもしれない。なぜなら、かれらは狭い専門領域にとじこもり、社会全体をみる目はかえて神学的・形而上学的である場合が多いからである（16章）。職業としての科学者になる意志がない民衆に実証精神を身につけてもらうためには、すべての科学の主要観念を総合的に教育する「普遍的教育」が必要である（17章）。こうした教育がもっとも効果を発揮するのは、これまでの神学的・形而上学的教育の影響をうけず、労働現場を知っているプロレタリア階級である（18～20章）。
プロレタリア階級（フランス語: prolétariat）：財産をもたない最下層の階級（無産階級）。コントの後にマルクスは、資本主義社会において自分自身の生産手段をもたず、自分の労働力を資本家に売るしかない賃金労働者の階級をこう呼んだ。
　

### 諸科学の序列と社会学

コントによる「科学分類の方法」。上図：数学から社会学へと一般性と抽象性が減少して個別具体的な論点へと知識が移行していく点、下図：数学から社会学へと現象の複雑性が増すという点を表している。

『実証精神論』の最後の数章（21～23章）では、再び実証主義の方法論が論じられる。論じられるのは科学の分類と序列である。コントは科学を次の六つの分野に分ける。
① 数学　② 天文学　③ 物理学　④ 化学　⑤ 生物学　⑥ 社会学
これらの六つの科学には、先行する科学が次の科学の基礎となるような論理的順序と、実際にそれぞれの学問の発達期からみた歴史的順序がある。さらに、コントは次のような二つの注目すべきことを述べている。
- 方法上の統一：実証主義は観察された事実から「法則」を発見しようとするが、これらの科学は「法則」が見えやすいものから、「法則」が見えにくいものまで順に並んでいる。こんなとき、実証主義はレベルのちがうものを想像上の概念をもちいて、無理に統一的な説明を使用とはしない。つまり、実証主義は教義の統一ではなく認識方法の統一をめざすのである。

- 社会学の意義：序列の最後にある社会学を発展させることこそ，実証主義の究極の目的である。なぜなら，それはこれら諸科学の認識を発展させる人間そのものを研究対象とし、しかも、先行科学である生物学による人間の認識とちがって、社会のなかで相互依存する人間の解明を通じてたんに個人としての人間でなく、「人類」に接近する唯一の科学だけである。

コントの文章は明快で、概して沈着冷静である。ところが、「神」でさえ未開時代の人間がつくりだした認識の手段と割り切るコントが唯一熱っぽくなり、読み手に議論の飛躍を感じさせるのは、かれが「人類」について語るときである。

## コントの社会学

### 方法論としての実証主義
社会学にかぎらず、どんな学問の研究も一定の方法（フランス語: method）にしたがって進められる。ある問題を研究するのに、どんな研究方法が適当かについての議論を方法論（フランス語: methodologyという。方法論の研究は、コントに先だち、方法論的懐疑を唱えたルネ・デカルト（René, Descartes, 1596-1650）の『方法序説』（1637）や，実験と観察にもとづく推論の意義を説いたフランシス・ベーコン（Francis Bacon, 1561-1626）の『ノヴム・オルガヌム（新しい論理学）』（1620）のように近代思想を切りひらいた著作も少なくないが、この授業でこれまでに紹介した研究では、コントの実証主義ほど方法論を明確に意識した研究はなかったろう。とはいえ、今日の社会学の標準的な研究法は、コントの提唱した実証主義とぴったり一致するものではない。エミール・デュルケームを参照のこと。

### 「社会学」 という言葉
「社会学（フランス語: la sociologie）」という言葉は、コントが「実証哲学講義」ではじめて使った言葉である。かれは《socius》という“社会（より正確には仲間，同盟）”を意味するラテン語と《logos》という“論理・学問”を意味するギリシャ語とを合成し、フランス語: sociologie (つまり「社会学」) という言葉をつくった。コントが「実証哲学講義」を講義したのは1820年代後半だから、この時期にすでにコントはこの言葉を使っていたはずだが、私たちがこの言葉を印刷された活字でみるのは『実証哲学講義』第1巻（1830年）が最初である。

### 総合社会学
『実証精神論』での科学の六つの分類には、社会学以外には、経済学や政治学などふつう社会科学とよばれている科学はひとつも入っていないことに注意したい。社会学という学問の性質については、社会学を政治・経済・法律・教育などなど社会のすべての領域についての学を統合した学としてとらえる総合社会学の立場と、社会学を政治学・経済学・法律学・教育学などのいろいろな社会科学と並立する分科科学（「社会科学の一平民」といった人がいる）であるとする立場とがある。今日では社会学は社会科学の一分科とみることのほうが多いが、コントは社会学を総合社会学としてとらえていた。

### 社会静学と社会動学
『実証精神論』の紹介で述べたように、コントがいう法則は時間的に継起しておこる現象についての法則（継起の法則）と同時に存在することがらの関連について述べる法則（調和の法則）とに分けることができる。コントはこれに対応させて、社会学の研究を社会動学（英語では英語: social dynamics, 仏語ではフランス語: la dyamique sociale）、社会静学（英語では英語: social statics, 仏語では フランス語: la statique sciale）とに分ける。しかし、かれの社会動学はすでに紹介した三段階の法則を繰り返しているだけで社会静学についてかれが述べていることは、社会組織の原型は家族にあるという議論や女性は男性に比べて生物学的に劣った存在であるという議論など到底支持できる内容ではない。コントは実証主義の方法論や社会学の枠組を与えることには貢献したが、かれの社会学研究の内容そのものはほとんど顧みられていない。

## 文献
- オーギュスト・コント、ハーバート・スペンサー 著、清水幾太郎 訳『世界の名著 36 コント/スペンサー』中央公論新社、1970年。